# Мачиев, Шахбан Магомедович
Шахба́н Магоме́дович Мачи́ев (род. 15 июля 1985 года, с. Ратлуб) — российский боец смешанных единоборств, чемпион мира по рукопашному бою 2009 года, двукратный чемпион СНГ по полноконтактному рукопашному бою (2006, 2007). Четырёхкратный чемпион России по ушу-саньда.

## Биография
Шахбан Мачиев родился 15 июля 1985 года в селении Ратлуб (ныне — Шамильский район Дагестана).

### Спортивная карьера
Начал спортивную карьеру с занятий по ушу-саньда. Тренировался у Абдуллы Магомедова. В 2006 году также занимался боевым самбо. Некоторое время тренировался у Абдулманапа Нурмагомедов, о чём последний рассказал в интервью 2012 года, но позднее опроверг эту информацию.
Выступал на различных соревнованиях по ушу-саньда, армейскому рукопашному бою, смешанным единоборствам в весовой категории до 80 кг.

## Спортивные достижения
- Чемпион мира по рукопашному бою 2009[5];
- Двукратный чемпион СНГ по полноконтактному рукопашному бою (2006, 2007);
- Четырёхкратный чемпион России по ушу-саньда.

## Личная жизнь

### Уголовное дело
8 декабря 2023 года Верховный суд Республики Дагестан заочно приговорил Шахбана Мачиева к 15 годам лишения свободы в колонии строгого режима, так как он скрылся за границей, по делу об убийстве лейтенанта Росгвардии Мурада Рамазанова в результате перестрелки у ресторана в Махачкале в 2018 году (Мачиев был также ранен в ногу). Ранее в 2021 году коллегия присяжных оправдала Мачиева, посчитав недоказанной его причастность к убийству, после чего он уехал из России. Дело было направлено на новое рассмотрение вышестоящей инстанцией, а бывшего спортсмена объявили в международный розыск.